# Basarab III. Vlaški
Basarab III. ali Basarab Starejši  (romunsko Basarab Laiotă cel Bătrân) je bil vlaški knez (domnitor), ki je z več prekinitvami vladal od leta 1473 do 1477, * ni znano, † 1480.
Bil je sin vlaškega kneza Dana II.

## Vladanje
Novembra 1473 je v Vlaško prišel  moldavski knez  Štefan Veliki, odstavil osmanskega varovanca Raduja III. Čednega in za vlaškega kneza imenoval  Basaraba Starejšega. Decembra istega leta je vlaška skupščina Basaraba odstavila in na njegovo mesto vrnila Raduja III.
Spomladi leta 1474 je s pomočjo moldavskega kneza  vlaški prestol za nekaj časa ponovno zasedel Basarab Starejši. Raduja III. so izgnali, vendar se je kmalu vrnil na oblast. 
Septembra ali oktobra 1474 je vlaški prestol že tretjič zasedel Basarab Starejši in ga kmalu spet izgubil. Po smrti Raduja III.  je Basarab Starejši  s pomočjo moldavskega kneza  januarja 1475 še četrtič postal vlaški knez. Po prihodu na oblast je spremenil svojo politiko do Osmanskega cesarstva, kar je povzročilo nezadovoljstvo njegovega zaveznika Štefana Moldavskega. Novembra 1476 so ga Ogri odstavili in na njegovo mesto posadili Vlada III. Drakulo, ki je imel podporo Ogrskega kraljestva in Moldavske kneževine. Vlad III. se je moral že decembra 1476 spopasti z vojsko Osmanskega cesarstva in bitko izgubil. Po njegovi smrti je vlaški knez že petič postal Basarab Starejši. Novembra 1477 ga je Štefan Veliki dokončno odstavil in na njegov položaj postavil Basaraba IV. Mlajšega. 